# بخش توتوکودی
بخش توتوکودی (به انگلیسی: Thoothukudi district) یک بخش در هند است که در تامیل نادو واقع شده‌است. بخش توتوکودی ۴٬۷۴۵ کیلومتر مربع مساحت و ۱٬۷۵۰٬۱۷۶ نفر جمعیت دارد.